# Hafen Bonn

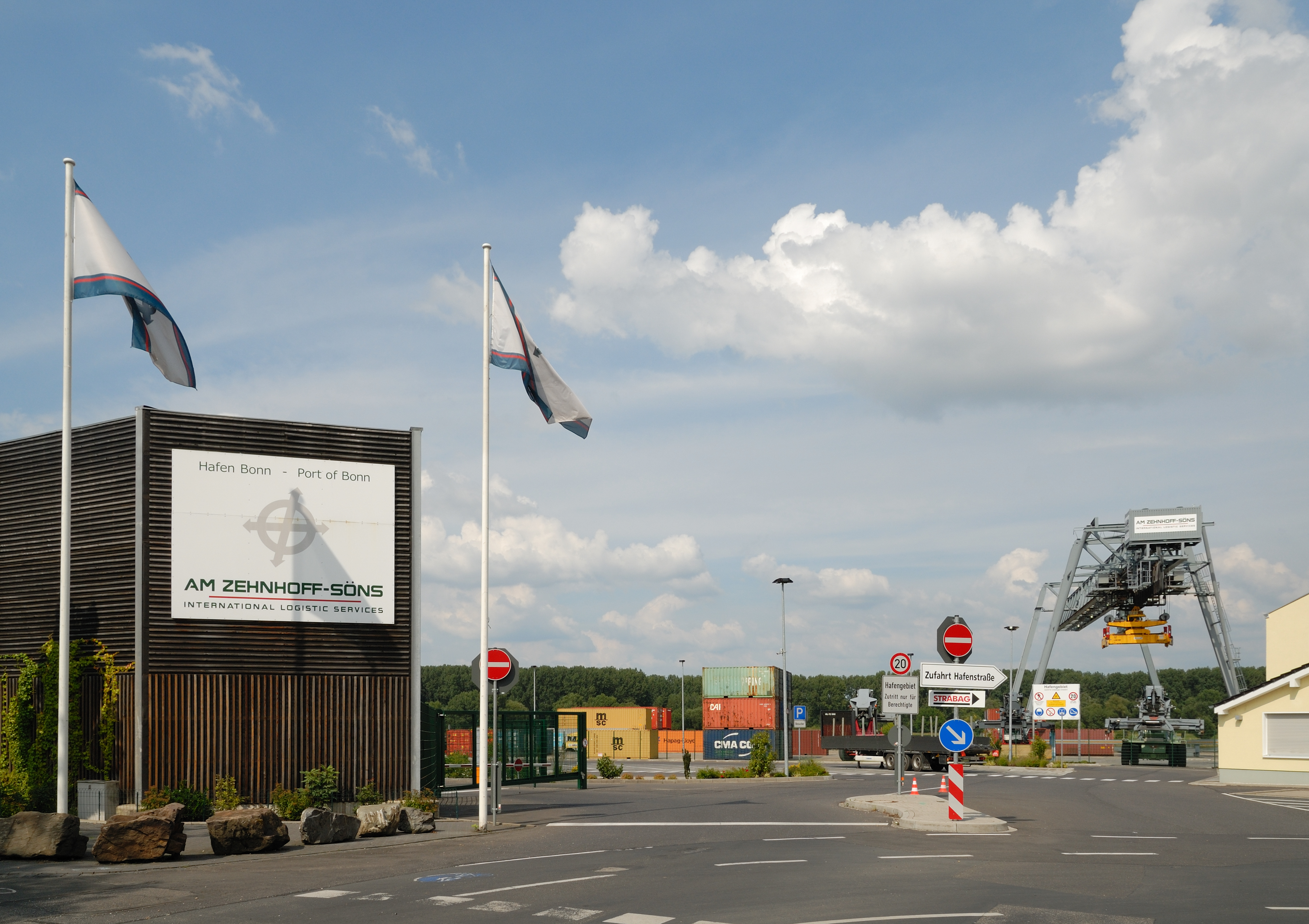
Eingang zum Hafen, ehemalige Wendeschleife (2010)

Der Hafen Bonn ist ein kleiner Stromhafen am Rhein in Bonn, Nordrhein-Westfalen.

## Lage
Der Hafen liegt im Norden Bonns am Mittelrhein bei Rheinkilometer 658 links und wird von dem Bonner Ortsteil Graurheindorf umschlossen. Einen Kilometer nördlich mündet die Sieg in den Rhein, dort endet der Mittelrhein.

## Geschichte
1907 gründete August Am Zehnhoff auf Höhe der heutigen Beethovenhalle eine Handelswerft. 1924 zog das Unternehmen nach Graurheindorf an den heutigen Standort. Im Zweiten Weltkrieg wurden große Teile des Hafens zerstört. In der Folge baute das Unternehmen Am Zehnhoff-Söns den Hafen wieder auf und aus. 2004 gründete die Firma mit den Stadtwerken Bonn die Bonner Hafenbetriebe GmbH und übernahm das operative Geschäft.
Bis 1994 endete am Bonner Hafen in einer Wendeschleife die Straßenbahnstrecke nach Graurheindorf, die zu diesem Zeitpunkt unter Wegfall des durch die Werftstraße verlaufenden Teilstücks nach Auerberg verlängert wurde.

## Wirtschaftliche Bedeutung
Der Binnenhafen gehört mit 65.000 Quadratmetern zu den kleineren Häfen entlang des Rheins. Er wird von der Bonner Hafenbetriebe GmbH betrieben, einem Zusammenschluss der Am Zehnhoff-Söns GmbH und der Stadtwerke Bonn GmbH. Die Umschlagleistung lag 2011 bei ca. 795.000 Tonnen. Pro Tag werden rund 100 Container be- und entladen.

## Ausstattung
Mittels IT-gestützter Containerbrücken, Multifunktionskranen und einer IT-gebundenen Stellplatzverwaltung werden circa 50 An- und Abfahrten pro Woche verwaltet. Neben Containern kann auch Schüttgut, Massengut, Stückgut und Projektladung umgeschlagen werden.
Zwischen 2008 und 2012 wurde der Hafen für rund 16 Mio. Euro erweitert und befestigt.  Zu den wichtigsten Investitionen zählte eine neue Containerbrücke mit einem 122 Meter langen und 43 Meter hohen Brückenträger, der eine Tragfähigkeit von 65 Tonnen bei einem Gesamtgewicht von 600 Tonnen hat.
Die Fahrgastschifffahrt nutzt weiterhin die alte Lände bei der Beethovenhalle als Anlegestelle. Für die Freizeitschifffahrt bestehen gesonderte Anleger für Kleinfahrzeuge 3,5 km stromabwärts.

## Verkehr
Nur 300 m südlich des Hafengebietes verläuft die Bundesautobahn 565, zu der mit etwa einem Kilometer Fahrtweg an der Anschlussstelle Bonn-Auerberg aufgefahren werden kann. Seit 1924 war der Hafen über die Rheinuferbahn an das Schienennetz angeschlossen. 1974 wurde die Strecke allerdings stillgelegt. Eine ÖPNV-Anbindung besteht an der „alten“ Lände bei der Kennedybrücke. Von dort aus sind es nur einige Schritte zum Moses-Hess-Ufer, der Anlegestelle, die die Personenschifffahrt nutzt.